# 納蒂科查山
10°35′35″S 75°57′39″W / 10.59306°S 75.96083°W
納蒂科查山（Naticocha），是秘魯的山峰，位於該國中部帕斯科大區，由帕斯科省的瓦瓊區負責管轄，屬於瓦古倫喬山脈的一部分，海拔高度4,610米。